# Гарасовка (Вольнянский район)
Гарасовка (укр. Гарасівка) — село,
Любимовский сельский совет,
Вольнянский район,
Запорожская область,
Украина.
Код КОАТУУ — 2321582505. Население по переписи 2001 года составляло 35 человек.

## Географическое положение
Село Гарасовка находится на левом берегу реки Вольнянка,
выше по течению на расстоянии в 1 км расположено село Вольнянка,
ниже по течению на расстоянии в 1 км расположено село Дерезовка.
Река в этом месте пересыхает, на ней сделана запруда.

## История
- 1898 год — дата основания.